# Monte Santa Helena

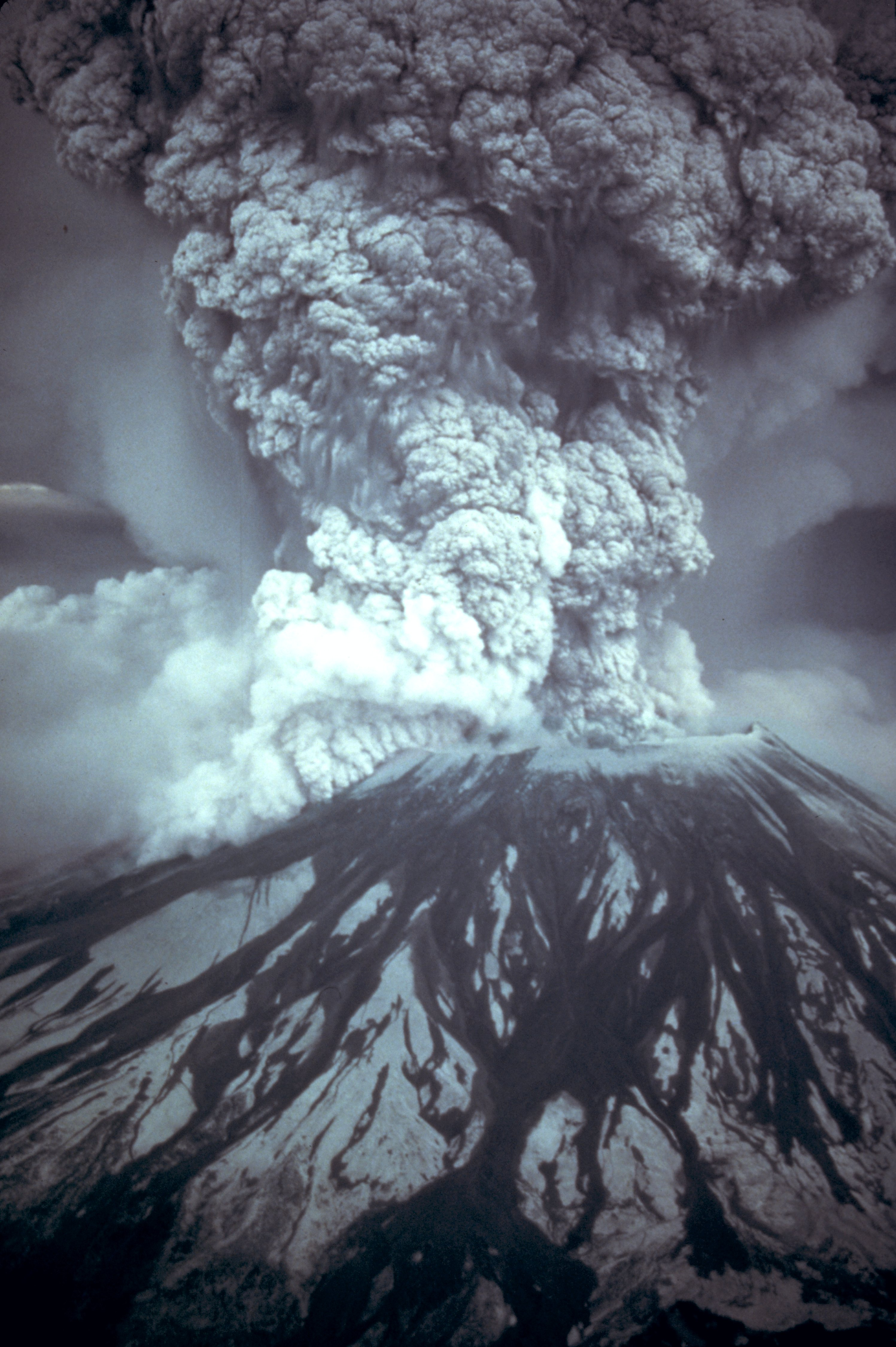
Erupción del volcán monte Santa Helena, el 18 de mayo de 1980.

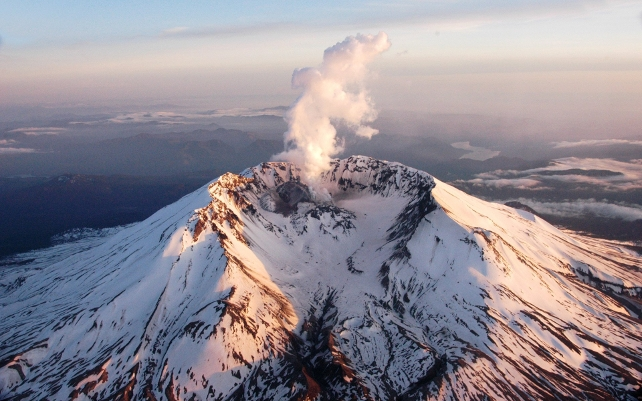
Vista del monte Santa Helena en 1999

El monte Santa Helena (en inglés Mount St. Helens) es un estratovolcán activo ubicado en el condado de Skamania, en el estado de Washington, en la región del Pacífico Noroccidental de Estados Unidos. Su altura actual es 2549 m s. n. m. (la erupción de 1980 le restó altura), y está ubicado a 154 km al sur de Seattle y a 85 km al noreste de Portland, Oregón. La montaña es parte de la cordillera de las Cascadas e inicialmente se conocía como Louwala-Clough que significa "montaña de fuego o humeante" en la lengua de los nativos locales, la tribu Klickitat. Recibió su actual nombre del diplomático británico Alleyne Fitzherbert, 1.er Barón de St. Helens, quien era amigo de George Vancouver, un explorador que realizó un sondeo del área a finales del siglo XVIII. Este volcán es muy conocido por sus explosiones de cenizas y flujos piroclásticos.
Es muy reconocido por la catastrófica erupción del 18 de mayo de 1980. Esa erupción volcánica fue la más mortífera y económicamente destructora en la historia de los EE. UU. La magnitud de esta poderosa erupción fue de 5 en la escala IEV.

## Vulcanismo
El monte Santa Helena es parte del Anillo de Fuego del Pacífico que incluye más de 160 volcanes activos.
Como la mayoría de otros volcanes en la cordillera de las Cascadas, el monte Santa Helena es un gran cono de escombros compuesto de piedra de lava intercalada con ceniza volcánica, piedra pómez y otros depósitos. La montaña incluye capas de basalto y andesita por las que varias cúpulas de lava dacita han hecho erupción. La mayor de las cúpulas de dacita formó la anterior cumbre; otra formó la cúpula de Goat Rocks en el flanco norteño. Estas fueron destruidas en la erupción de 1980.
En la erupción de 1980 murieron 57 personas. Sumado a la pérdida de 25 casas, 47 puentes, 24 kilómetros de vías férreas y 300 kilómetros de autopista quedaron destruidos. La erupción causó una masiva avalancha de escombros, reduciendo su cumbre desde 2,950 m a 2,550 m s. n. m. y reemplazándola con un cráter en forma de herradura de 1.5 km de ancho (ver la sección de geología para más detalles). La avalancha de escombros de la erupción de 1980 fue de hasta 2.3 km³ en volumen, convirtiéndola en la mayor en la historia registrada. Sin embargo, la escala de su imagen palidece en comparación con avalanchas de escombros mucho mayores que han ocurrido en el pasado geológico de la Tierra.

## Contexto geográfico y descripción

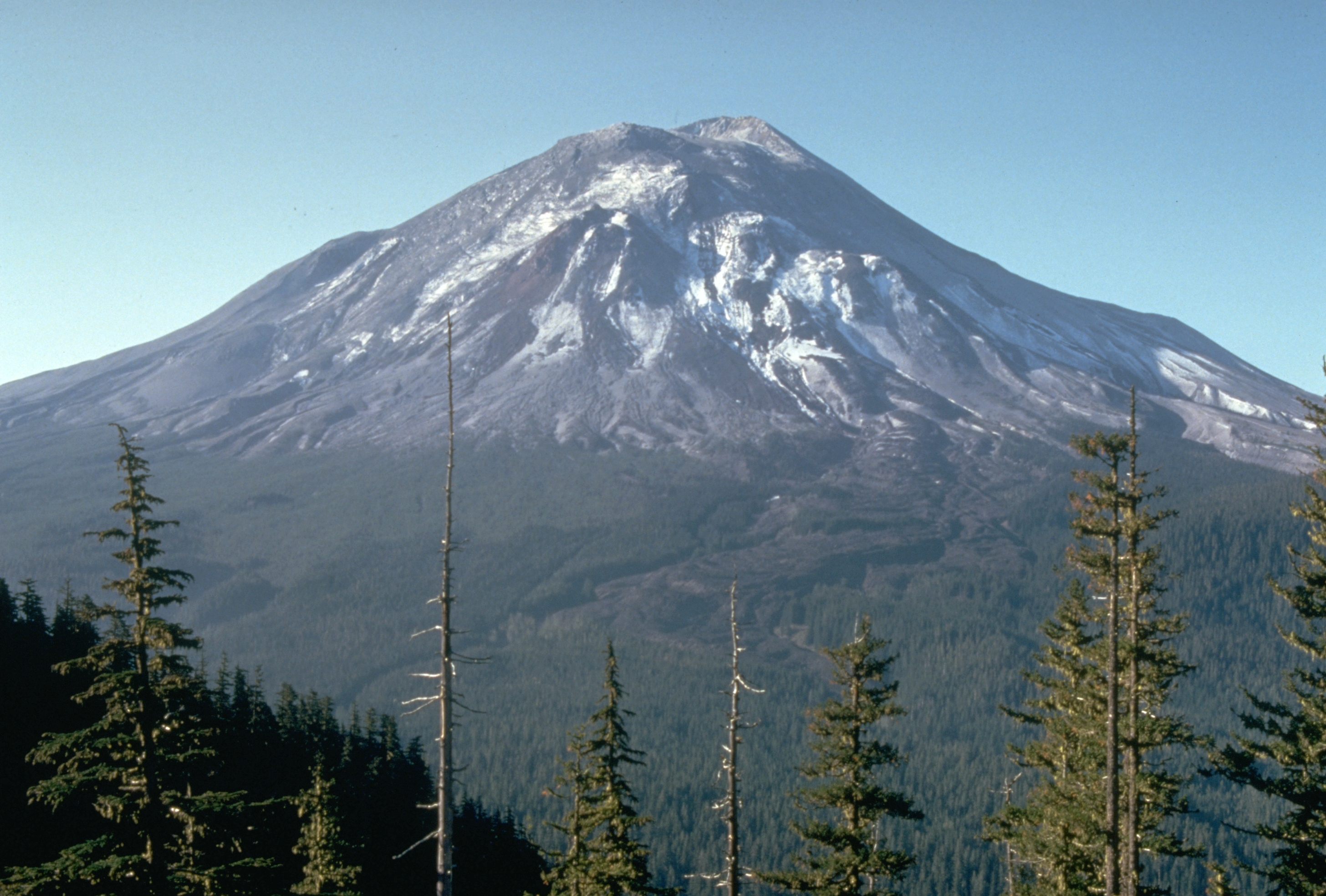
Fotografía tomada el 17 de mayo de 1980, un día antes de su más famosa erupción. Su silueta casi simétrica le valió el apodo de "El monte Fuji de Estados Unidos.

El monte Santa Helena está a 55 km en dirección oeste del monte Adams (Washington), que está en la parte este de la cordillera de las Cascadas. Estas montañas volcánicas "hermanas" están cada una a unos 80 km del monte Rainier, el gigante de los volcanes de las Cascadas. El monte Hood, el mayor pico volcánico más cercano en Oregón, está a unos 95 km al sudeste del monte Santa Helena.
El monte Santa Helena es geológicamente joven en comparación a otros grandes volcanes de las Cascadas. Se formó sólo en los últimos 40,000 años, y el cono de la cumbre antes de 1980 comenzó a crecer apenas hace unos 2200 años atrás. El volcán también es conocido por haber sido el más activo en las Cascadas en los últimos 10,000 años.
Aún antes de su pérdida de altura, el monte Santa Helena no era el pico más alto de la cordillera de las Cascadas. Su altitud lo convirtió sólo en el quinto pico más alto en el estado de Washington. Sin embargo, se erguía prominentemente frente a las colinas aledañas debido a su simetría y extensa cubierta de nieve y hielo en el cono antes de 1980, lo que le ganó el nombre del, "Fujiyama de América" o "monte Fuji de América". El pico se elevaba a más de 1500 m por encima de su base, donde los flancos menores se fusionaban con las cadenas adyacentes. La montaña tiene una distancia de unos 9.5 km a lo largo de su base que está a una altitud de cerca de 1.34 km en el lado noreste y cerca de 1.22 km en el resto. En la línea boscosa (el límite de crecimiento de árboles) antes de la erupción, el ancho del cono era de unos 6.4 km.
Hubo algo que quizás fue lo peor, el Monte Santa Helena al deslizarse toda la tierra y nieve que había en gran parte de él, esa tierra llegó al lago Spirit y causó un megatsunami de 250 metros de altura, fue el deslizamiento más grande registrado en la historia, se dice que si el monte Santa Helena estuviera en la costa o en medio del mar el derrumbe habría causado unos megatsunamis más grandes que Lituya de Alaska, alturas de montañas, hasta 1000 metros o más 1800 metros.
Los arroyos que nacen en el volcán desembocan en tres sistemas fluviales principales: El río Toutle al norte y noroeste, el río Kalama al oeste y el río Lewis al sur y este. Los arroyos se alimentan de abundante lluvia y nieve. La precipitación media anual es de 140 pulgadas (355,6 cm), y la capa de nieve en las laderas superiores de la montaña puede alcanzar los 16 pies (4,9 m). El río Lewis es embalsado por tres presas para la generación de energía hidroeléctrica. Las laderas sur y este del volcán desembocan en un embalse aguas arriba, el Swift Reservoir, que se encuentra directamente al sur de la cima del volcán.
Aunque el monte Santa Helena se encuentra en el condado de Skamania, Washington, las rutas de acceso a la montaña pasan por el Condado de Cowlitz al oeste, y por el condado de Lewis al norte. La State Route 504, conocida localmente como Spirit Lake Memorial Highway, conecta con la Interstate 5 en la Exit 49, 34 millas (54,7 km) al oeste de la montaña.: 297  Esa autopista norte-sur bordea las ciudades bajas de Castle Rock, Longview y Kelso a lo largo del río Cowlitz, y atraviesa el área metropolitana de Vancouver, Washington-Portland, Oregón, área metropolitana a menos de 50 millas (80 km) al suroeste. La comunidad más cercana al volcán es Cougar, Washington, en el valle del río Lewis 11 millas (17,7 km) al sursudoeste del pico. El Bosque Nacional Gifford Pinchot rodea el monte St. Helens.

### Glaciar del Cráter y otros nuevos glaciares de roca
Durante el invierno de 1980-1981, apareció un nuevo glaciar. Denominado ahora oficialmente Glaciar del Cráter, anteriormente se conocía como Glaciar Tulutson. Sombreado por las paredes del cráter y alimentado por fuertes nevadas y repetidas avalanchas de nieve, creció rápidamente (14 pies (4,3 m) de espesor al año). En 2004, cubría aproximadamente 0,36 millas cuadradas (0,93 km²), y estaba dividido por la cúpula en un lóbulo occidental y otro oriental. Normalmente, a finales de verano, el glaciar presenta un aspecto oscuro debido a la caída de rocas de las paredes del cráter y a la ceniza de las erupciones. En 2006, el hielo tenía un espesor medio de 300 pies (100 m) y un máximo de 650 pies (200 m), casi tan profundo como el mucho más antiguo y grande Carbon Glacier del monte Rainier. Todo el hielo es posterior a 1980, por lo que el glaciar es muy joven geológicamente. Sin embargo, el volumen del nuevo glaciar es aproximadamente el mismo que el de todos los glaciares anteriores a 1980 juntos.
A partir de 2004, la actividad volcánica empujó hacia un lado los lóbulos del glaciar y hacia arriba el crecimiento de nuevos domos volcánicos. La superficie del glaciar, antaño en su mayor parte sin grietas, se convirtió en un caos de cascadas de hielos fuertemente entrecruzadas con grietas y seracs causados por el movimiento del suelo del cráter. Los nuevos domos casi han separado el glaciar del cráter en un lóbulo oriental y otro occidental. A pesar de la actividad volcánica, las terminaciones del glaciar han seguido avanzando, con un ligero avance en el lóbulo occidental y un avance más considerable en el lóbulo oriental, más sombreado. Debido al avance, dos lóbulos del glaciar se unieron a finales de mayo de 2008 y así el glaciar rodea completamente los domos de lava. Además, desde 2004, se han formado nuevos glaciares en la pared del cráter por encima del glaciar del cráter que alimentan roca y hielo en su superficie por debajo; hay dos glaciares de roca al norte del lóbulo oriental del glaciar del cráter.

## Historia humana

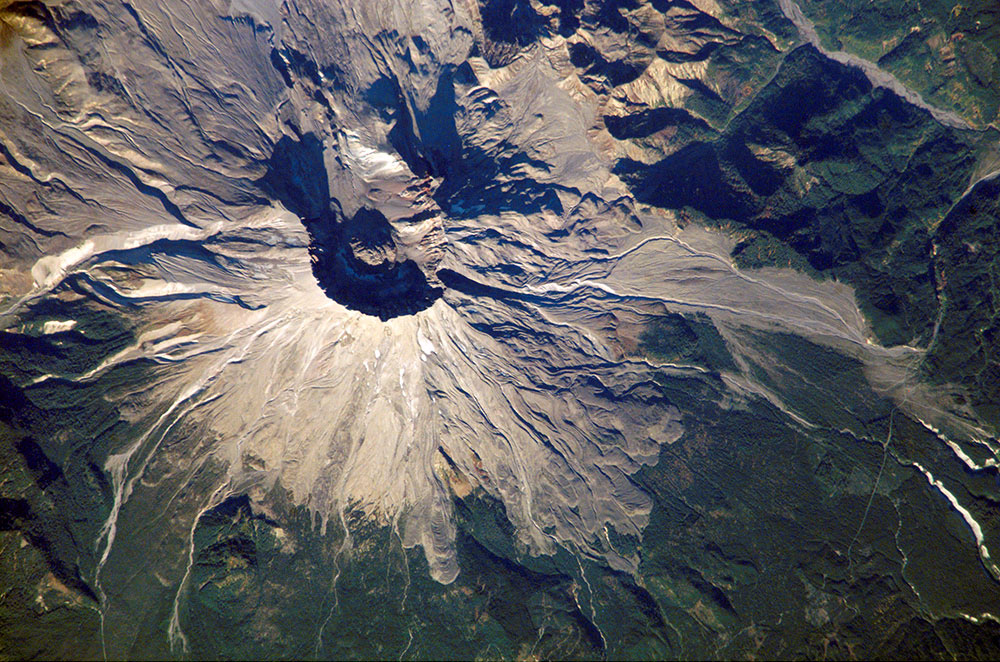
Desde la Estación Espacial Internacional en 2002.

El primer avistamiento del monte Santa Helena de parte de los europeos fue por el Comandante George Vancouver de la Royal Navy y los oficiales del HMS Discovery el 19 de mayo de 1792, mientras sondeaban la costa norte del Océano Pacífico entre 1792 y 1794. Vancouver bautizó la montaña con el nombre del diplomático británico Alleyne Fitzherbert, 1.er Barón de St. Helens el 20 de octubre de 1792, al avistarse cuando el Discovery entraba a la boca del río Columbia.
Años después la montaña recibió la visita de exploradores, comerciantes y misiones que escucharon versiones de un volcán en erupción en esa área. Mucho después, los geólogos e historiadores determinaron que la erupción ocurrió en 1800 y fue el inicio del período de erupción de las Goat Rocks, que se extendió por 57 años.
A finales de 1805 y comienzos de 1806, miembros de la expedición de Lewis y Clark divisaron el Santa Helena desde el río Columbia, pero no reportaron que estuviera ocurriendo alguna erupción o de que había habido alguna recientemente. Sin embargo, sí reportaron la presencia de arenas movedizas y obstrucción del canal en la boca del río Sandy (Oregón) cerca de Portland, Oregón, lo que sugería una erupción del monte Hood en algún momento en las décadas anteriores.
El primer testimonio confirmado de una erupción del Santa Helena fue realizado en marzo de 1835 por el doctor Meredith Gairdner, quien entonces trabajaba para la Hudson's Bay Company emplazada en Fort Vancouver (el primer geólogo aparentemente vio el volcán 6 años después). Él envió un informe al Edinburgh New Philosophical Journal, que publicó su carta en enero de 1836. James Dwight Dana de la Universidad Yale, mientras navegaba con la Expedición Wilkes, vio el pico (en ese momento tranquilo) desde las afueras de la boca del río Columbia en 1841. Otro miembro de la expedición describió posteriormente "lavas basálticas celulares" en la base de la montaña.
A finales del otoño o comienzos del invierno de 1842, pobladores y misioneros vieron la llamada "Gran Erupción". Se reportaron grandes nubes de cenizas para esta pequeña explosión en volumen a la que le siguieron explosiones suaves durante 15 años. Todas estas erupciones fueron probablemente explosiones freáticas. El reverendo Josiah Parrish en Champoeg, Oregón presenció una erupción del monte Santa Helena el 22 de noviembre de 1842. Las cenizas de esta erupción pudieron haber llegado hasta Dalles, Oregón, 80 km al sudeste del volcán.
El volcán hizo erupción el 18 de mayo de 1980, dejando como consecuencia un enorme cráter abierto al norte. En total, murieron o desaparecieron 57 personas. Si la erupción hubiera ocurrido un día después, cuando los leñadores estuvieran en sus labores, en vez de un domingo, la cifra de muertes habría sido mucho mayor.
El presidente de Estados Unidos Jimmy Carter evaluó los daños y expresó que parecía más desolado que un paisaje lunar. Un equipo de filmación, liderado por el cineasta Otto Seiber de Seattle, fue llevado en helicóptero al Santa Helena el 23 de mayo para filmar la destrucción. Sin embargo, sus brújulas comenzaron a dar vueltas y rápidamente se perdieron en la montaña. Una segunda erupción ocurrió el 25 de mayo, pero el equipo sobrevivió y fueron rescatados dos días después de la segunda explosión por pilotos de helicópteros de la Guardia Nacional. Sus filmaciones se convirtieron en el popular documental "La erupción del monte Santa Helena".
En 1982, el presidente Ronald Reagan y el Congreso de Estados Unidos establecieron el Mount St. Helens National Volcanic Monument, un área de 445 km² alrededor de la montaña y dentro del Gifford Pinchot National Forest.